# Leuntje Aarnoutse
Leuntje Aarnoutse (Valkenisse, 1 augustus 1967) is een Nederlandse kinderboekenschrijfster.

## Biografie

### Jeugd
Leuntje Aarnoutse werd geboren op een boerderij in het dorp Koudekerke in Zeeland. Op de kleuterschool deed ze alsof ze al kon lezen, maar pas op de basisschool leerde ze het echt. Meteen werd ze lid van de Bibliobus, die elke woensdag bij de kerk stond. Sindsdien lieten boeken haar niet meer los.

### Werk
Aarnoutse doorliep de Bibliotheek- en Documentatieacademie en specialiseerde zich als 'bibliothecaris openbare bibliotheken'. Nog tijdens haar studie, in 1986, werd ze aangesteld bij de Bibliotheek Den Haag. In de daarop volgende twaalf jaar was ze bij deze organisatie onder meer hoofd van de wijkbibliotheek in Spoorwijk en hoofd van de afdeling Public relations. Ze volgde een deeltijd communicatieopleiding en startte in 1998 een bureau voor tekst en journalistiek.
In 2010 verscheen bij Lemniscaat Uitgeverij haar eerste kinderboek onder de titel Wiek!: een jeugdroman voor kinderen vanaf 6 jaar, geïllustreerd door Doesjka Bramlage. Dit boek verscheen in 2012 in het Duits onder de titel Finn trommelt los, met tekeningen van SaBine Büchner.
Ook schreef ze educatieve teksten voor Noordhoff Uitgevers en Jeelo.
In 2019 verscheen een reisgids over de centrale Pyreneeën van haar hand, bij Uitgeverij Edicola.

### Privé
Leuntje Aarnoutse woont en werkt sinds 2008 in de Franse Pyreneeën, waar ze naast haar schrijfwerk eerst een eco-toeristisch bedrijf runde en sinds 2018 ambachtelijk bierbrouwer is. Haar dochter werd geboren in 2012.